# Хайнрих I фон Нойфен
Хайнрих I фон Нойфен (на немски: Heinrich I von Neuffen; * ок. 1200/пр. 1207; † сл. 15 март 1246) е граф на Нойфен и Ахалм (при Ройтлинген). Фамилията Нойфен е през 12 и 13 век една от най-важните фамилии в Херцогство Швабия.
Той е най-големият син на граф Бертхолд I фон Вайсенхорн-Нойфен († 1221) и съпругата му Аделхайд фон Гамертинген († 10 март сл. 1208), единствената дъщеря на граф Адалберт II фон Ахалм-Хетинген († пр. 1172) и съпругата му Аделхайд/Мехтилд. Брат е на Алберт I фон Нойфен († сл. 1245), граф на Нойфен, господар на Нойберг, и Бертолд фон Нойфен († 1224), епископ на Бриксен (1216 – 1224).
Преди да умре Хайнрих I фон Нойфен прави дарение на 15 март 1246 г. на манастир Салем в Дайзендорф. 

## Фамилия
Хайнрих I фон Нойфен се жени пр. 1210 г. за Анна/Аделхайд фон Виненден († сл. 1211), дъщеря на Готфрид фон Виненден и съпругата му фон Рордорф. Те имат децата:
- Аделхайд фон Нойфен († пр. 1248), омъжена за граф Егино V фон Урах и Фрайбург († 12 юли 1236) и става 1240 г. монахиня в Гунтерстал
- Хайнрих II фон Нойфен († сл. 1275), рицар; има две дъщери и син
- Бертолд фон Нойфен († сл. 1258), домхер в Аугсбург
- Готфрид фон Нойфен († сл. 1255/1259), минезингер, женен за Мехтилд
- Волфрад фон Нойфен († сл. 1242)
- Юта фон Нойфен († 1227/1237), омъжена за Конрад фон Тане-Винтерщетен († 1241/1242/1243), имперски шенк
- вер. дъщеря, омъжена за граф Вернхард фон Юлбах и Шаунберг († сл. 1256)

- Син му минезингер Готфрид фон Нойфен в Codex Manesse
- Гербът на графовете на Ахалм